# Ababsa
Ababsa (também escrito El Ababsa) é um subúrbio na comuna de Bayadha, no distrito de Bayadha, província de El Oued, Argélia. Faz parte da zona urbana de El Oued.